# پروتوزوآ

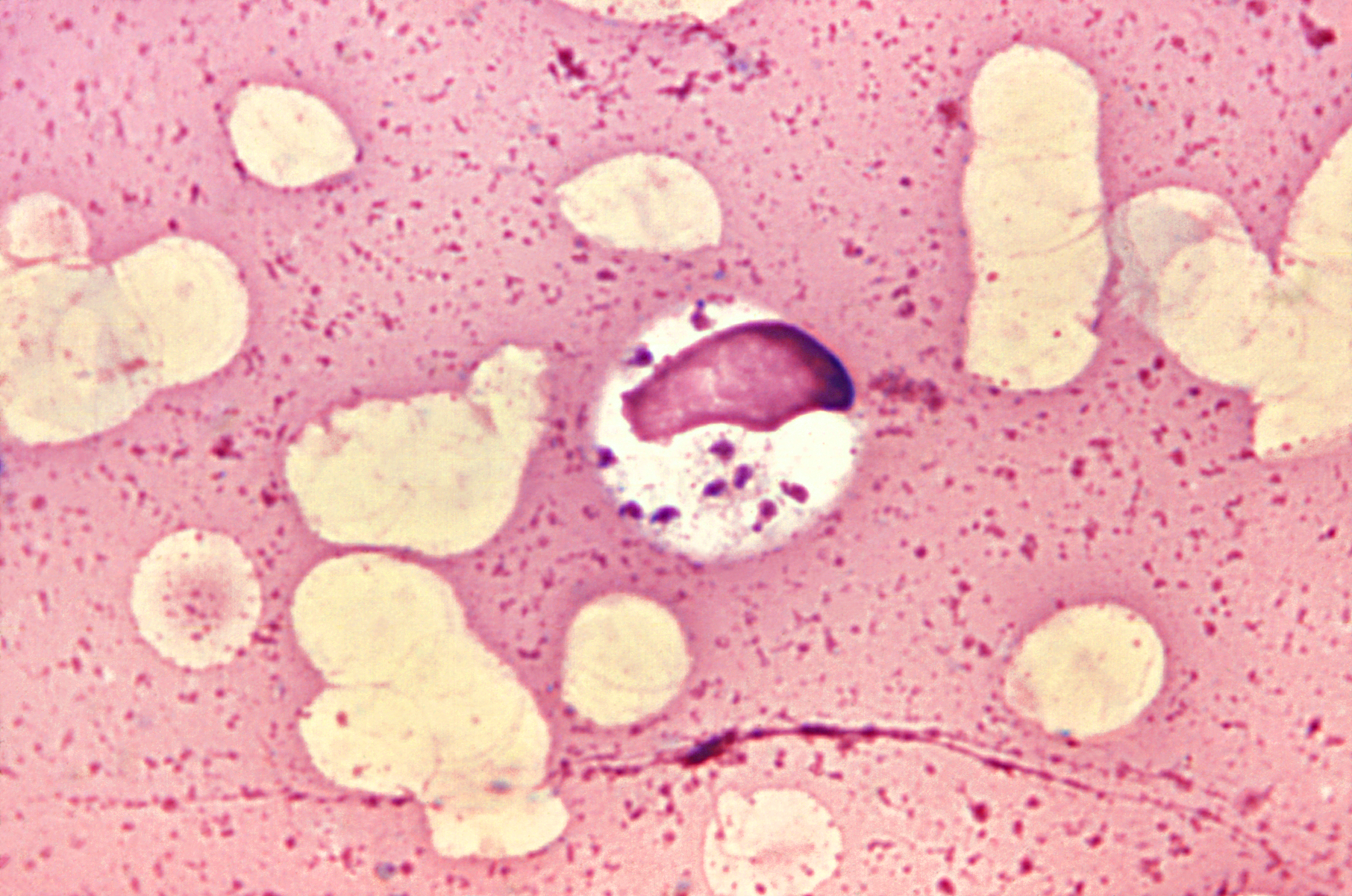
لیشمانیا دونووانی (Leishmania donovani) یک گونه از تک‌یاختگان، موجود در مغز استخوان

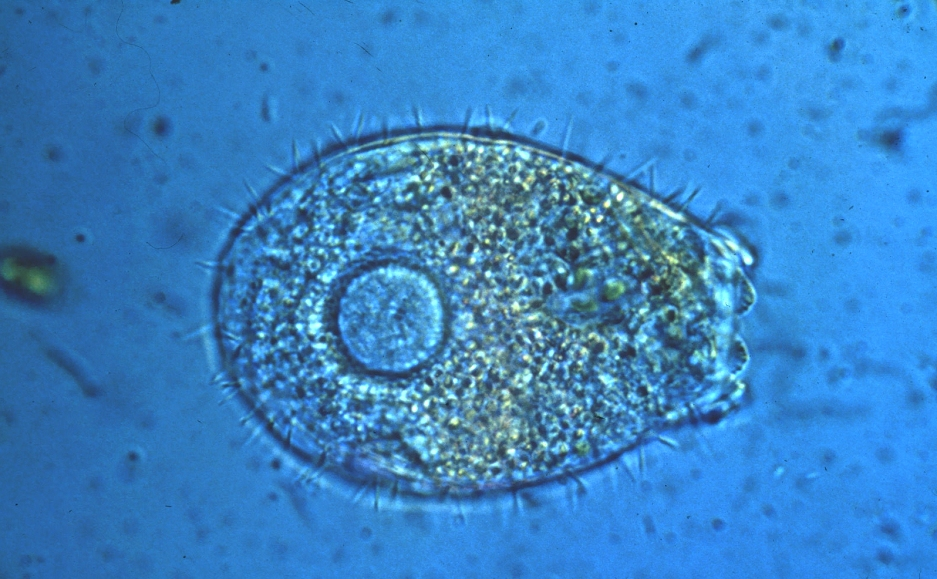
پروتوزوآ موجوداتی را گویند که در آب شیرین، آب شور، و در خاک در انواع مختلفی از گیاهان پرورش می‌یابد. این نگاره نمونه‌ای از یکی از شاخه‌های گونهٔ (Euglypha) را نشان می‌دهد. هستهٔ تک‌یاخته در فاصلهٔ کمی به سمت چپ از مرکز تصویر به راحتی قابل تشخیص است.

پروتوزوآ (به انگلیسی: Protozoa) (یا پیش‌زیاگان یا آغازیان جانوری) جانورانی کوچک با اندازه‌ای کمتر از ۱۰۰ میکرومتر هستند که میکروب‌ها را شکار می‌کنند. در یک گرم خاک کشاورزی در مناطق معتدله می‌توان ۳۰ هزار یا ۴۰ هزار پروتوزوآ را دید. این جانوران به ۱۵ تا ۲۰ سانتی‌متری عمق خاک محدود می‌شوند و در خلل و فرجی که هم‌اندازه آن‌ها است جای می‌گیرند. پروتوزوآهایی که در خاک زیست می‌کنند به سه گروه طبقه‌بندی می‌شوند: گروه اول تاژک‌داران، گروه دوم آمیب‌ها و گروه سوم مژک‌داران هستند. اهمیت اکولوژیکی پروتوزوآ در خاک به‌طور کامل مشخص نشده‌است. پروتوزوآها در تجزیه اولیه ماده آلی خاک نقش دارند. آن‌ها ذرات آلی را جذب و فرایندسازی می‌کنند. همچنین در دستگاه گوارش تعدادی از جانوران خاکزی مانند موریانه‌ها که نقش قابل توجهی در تجزیه مواد سلولزی دارند، انواعی از پروتوزوآها زیست می‌کنند. بخش قابل توجهی از اهمیت اکولوژیکی پروتوزوآ در خاک به فعالیت آن‌ها در رابطه با پتانسیل آب، خاک و ویژگی‌های منافذ خاک مربوط می‌شود.
تک‌یاختگان یک اصطلاح غیررسمی برای تک‌یاخته‌ها، یوکاریوتی است که به صورت مستقل (غیرانگلی) و/ یا انگلی هستند که از مواد ارگانیک مانند میکروارگانیسم‌های دیگر یا بافت‌های آلی باقی‌ماندهٔ آلی تغذیه می‌کنند.
از دیدگاه تاریخی، پروتوزوآها به عنوان «جانورانی تک‌سلولی» مورد توجه قرار گرفتند، زیرا آن‌ها اغلب دارای رفتارهای جانوری مانند جنبش و شکار و نداشتن دیواره یاخته؛ که در گیاهان و جلبک‌ها یافت می‌شود، هستند. هرچند روش سنتی گروه‌بندی پروتوزآ دربارۀ جانوران، دیگر معتبر نیست، این اصطلاح همچنان به صورت غیررسمی به منظور شناسایی ارگانیسم‌های تک‌یاخته‌ای که می‌توانند مستقل حرکت کنند و از طریق دگرپروردگی تغذیه شوند، استفاده می‌شود.
در برخی از روش‌های آرایه‌شناسی، تَک‌یاختِگان (پروتوزوآ یا پروتوزوئرها (Protozoa))، دسته بزرگی از یوکاریوت‌های تک‌یاخته‌ای هستند.
تک‌یاختگان گروهی بسیار متنوع، متشکل از ریزاندامگان‌های (میکروارگانیسم‌های) تک‌یاخته‌ای با خصوصیات شبیه به گیاهان یا جانوران هستند.
در گذشته پروتوزوآ به عنوان جاندار تک‌یاخته‌ای تعریف می‌شد که ویژگی‌های جانور مانند دارد، مانند توانایی جنبندگی و شکار. نام لاتین آن هم معنای «جانورمانند» می‌دهد. این جانداران را در مقابل جانداران تک‌یاخته‌ای گیاه‌مانند (protophyta) که توانایی فتوسنتز دارند تعریف می‌کردند. پروتوزوآ همچنین به‌طور غیررسمی به آغازیان تک‌سلولی غیرفتوسنتزی مانند آمیب، مژک‌داران و تاژک‌داران گفته می‌شد.
تک‌یاختگان یک کلاد را تشکیل نمی‌دهند و گروه نافراگیر هستند زیرا جانوران و قارچ‌ها را شامل نمی‌شود. به همین دلیل در بیشتر سامانه‌های آرایه‌شناسی استفاده نمی‌شود. در طبقه‌بندی‌های کاوالیر-اسمیت (از سال ۱۹۸۱)، پروتوزوآ یک فرمانرو نامیده شد. Ruggiero در طبقه‌بندی ۷ قلمروی (سال ۲۰۱۵) ۷ شاخه تحت پروتوزوآ قرار داد: Euglenozoa، (آمیبوزوا)، Choanozoa (قیف‌زیان)، Loukozoa (شیارزیان)، Percolozoa، Microsporidia و Sulcozoa

## ساختار
تک‌یاختگان در سلسله جانوری پایین‌ترین جانوران می‌باشند و گروه‌های دیگر جانوران، پُریاختگان یا متازوئرها هستند. از لحاظ ساختمان، یک پروتوزوئر با یک سلول از بدن جانور متازوئر قابل تطبیق است؛ ولی از نظر عمل و وظیفه یک ارگانیسم کامل است و دارای تعادل فیزیولوژیکی است و تمام اعمال ضروری زندگی یک جانور را انجام می‌دهد. برخی از پروتوزوئرها از لحاظ ساختمان بسیار ساده و بعضی دیگر پیچیده و دارای «اندام‌های سلولی – cell organs یا Organelles» هستند.
یاختهٔ تک‌یاختگان دارای هسته است و به خاطر این ویژگی، در یوکاریوت‌ها قرار دارند.

## انتشار
بسیاری از پروتوزوئرها زندگی مستقل دارند یا به‌طور آزاد شنا می‌کنند، درحالی‌که بعضی بی‌حرکت و برخی هر دو صورت را دارا می‌باشند و کلنی‌هایی (Colonies) تشکیل می‌دهند. بقیه در روی یا داخل بعضی از گونه‌های گیاهان و تمام انواع جانوران از پروتوزوئرها تا انسان زندگی می‌کنند. بسیاری از پروتوزوئرها برای جانوران بسیار کوچک دیگر به منزله غذا می‌باشند. برخی دیگر در تصفیه آب‌هایی که به وسیله صافی‌ها انجام می‌شود و بسترهای فاضلاب‌ها مفیدند ولی گونه‌های بیماریزا از قبیل عوامل اسهال خونی آمیبی، مالاریا و بیماری خواب آفریقایی نیز موجود می‌باشند.

## سلاح‌های میکروسکوپی پروتوزوئرها
تریکوسیست‌ها (Trichocysts) ساختارهای نوک‌تیزی هستند که مانند نیزه به سمت طعمه پرتاب می‌شوند (مثلاً در پارامسی).
تله‌های چسبنده: برخی گونه‌ها مانند Didinium با رشته‌های چسبنده طعمه را به دام می‌اندازند.
منبع: Cell Biology International, 2021

## پروتوزوئرهایی که رفتار میزبان را تغییر می‌دهند
برخی پروتوزوئرها مانند توکسوپلاسما گوندی (Toxoplasma gondii) رفتار میزبان را تغییر می‌دهند:
این انگل موش‌ها را جذب بوی گربه می‌کند تا توسط گربه خورده شود و چرخه زندگی‌اش کامل شود!
مطالعات نشان داده‌اند که ممکن است توکسوپلاسما روی رفتار انسان‌ها هم تأثیر بگذارد!
منبع: Proceedings of the Royal Society B, 2020

## نانو رباتیک
دانشمندان در حال مطالعه حرکت آمیب‌ها هستند تا نانوربات‌های پزشکی بسازند که داروها را در بدن حمل کنند.
این ربات‌ها می‌توانند مانند آمیب‌ها از میان رگ‌های خونی عبور کنند!
منبع: Nature Nanotechnology, 2023

## دسته‌بندی تک‌یاختگان
تک‌یاختگان یک کلاد را تشکیل نمی‌دهند و گروه نافراگیر هستند زیرا جانوران و قارچ‌ها را شامل نمی‌شود. به همین دلیل در بیشتر سامانه‌های آرایه‌شناسی استفاده نمی‌شود. در طبقه‌بندی‌های کاوالیر-اسمیت (از سال ۱۹۸۱) پروتوزوآ یک فرمانرو نامیده شد. Ruggiero در طبقه‌بندی ۷ قلمروی (سال ۲۰۱۵) ۷ شاخه تحت پروتوزوآ قرار داد: Euglenozoa، آمیبوزوا، Choanozoa (قیف‌زیان)، Loukozoa (شیارزیان)، Percolozoa، Microsporidia و Sulcozoa

## قدیمی‌ترین شکارچیان زمین
فسیل‌های پروتوزوئرها به ۱.۶ میلیارد سال پیش بازمی‌گردند. آن‌ها احتمالاً اولین شکارچیان زمین بوده‌اند!
منبع: PNAS, 2022

## بزرگ‌ترین تک‌سلولی‌های جهان
کِلیپ‌توفالارین (Syringammina fragilissima) یک پروتوزوئر تک‌سلولی که تا ۲۰ سانتیمتر رشد می‌کند و در اعماق اقیانوس زندگی می‌کند.
منبع: Scientific Reports, 2021
| لینه ۱۷۳۵           | هکل ۱۸۶۶    | چاتون ۱۹۲۵  | کوپلند ۱۹۳۸ | ویتیکر ۱۹۶۹ | ووز و دیگران ۱۹۹۰   | کاوالیر-اسمیت ۱۹۹۸ |
| ------------------- | ----------- | ----------- | ----------- | ----------- | ------------------- | ------------------ |
| ۲ فرمانرویی         | ۳ فرمانرویی | دوقلمرویی   | ۴ فرمانرویی | ۵ فرمانرویی | سه‌حوزه‌ای            | ۶ فرمانرویی        |
| (در نظر گرفته نشده) | آغازیان     | پروکاریوت‌ها | مونرا       | مونرا       | باکتری‌ها            | باکتری‌ها           |
| (در نظر گرفته نشده) | آغازیان     | پروکاریوت‌ها | مونرا       | مونرا       | باستانیان (Archaea) | باکتری‌ها           |
| (در نظر گرفته نشده) | آغازیان     | یوکاریوت‌ها  | آغازیان     | آغازیان     | یوکاریا             | پروتوزوآ           |
| (در نظر گرفته نشده) | آغازیان     | یوکاریوت‌ها  | آغازیان     | آغازیان     | یوکاریا             | کرومیست‌ها          |
| گیاهان              | گیاهان      | یوکاریوت‌ها  | گیاهان      | گیاهان      | یوکاریا             | گیاهان             |
| گیاهان              | گیاهان      | یوکاریوت‌ها  | گیاهان      | قارچ‌ها      | یوکاریا             | قارچ‌ها             |
| جانوران             | جانوران     | یوکاریوت‌ها  | جانوران     | جانوران     | یوکاریا             | جانوران            |